# 文殊寺 (熊谷市)
文殊寺（もんじゅじ）は、埼玉県熊谷市野原にある曹洞宗の寺院である。山号は五台山。
「野原の文殊さま」、「知恵の文殊寺」といった名で親しまれている。
「京都の切戸文殊」「山形の亀岡文殊」と並ぶ「日本三体文殊菩薩」のひとつとされる。

## 歴史
天台宗の古刹である「五台山能満寺」が1481年（文明13年）に焼失した。
その２年後の1483年（文明15年）に、能満寺を再建する形で、曹洞宗に改め、文殊寺が開山したとされる。開山は崇芝性岱（そうししょうたい）、開基は高見城城主 増田四郎重富。

## 建物
- 本堂：1958年（昭和33年）に観音堂の一部を転用する形で、現在の本堂を再建した[4]
- 山門（仁王門）：詳細な建立時期は不明だが、江戸中期の建築とされている。熊谷市より指定文化財に指定されている[4]。
- 鐘楼門：現在の鐘楼門は、1901年（明治34年）に再建されたもの[4]。

## 寺宝
- 芭蕉翁塚
- 芭蕉翁碑
- 聖徳太子の塔
- 地蔵菩薩半跏像
- 増田四郎重富の五輪塔
- 歴代住職の墓塔
- 常新灯
- 八菩薩像
- 金子兜太氏の句碑

## 交通アクセス
- JR・秩父鉄道熊谷駅南口より[3]
  - 国際十王バス RU01森林公園駅行き「文殊様」停留所 下車すぐ、またはRU03立正大学行き「立正大学」停留所下車徒歩8分
- 東武東上線森林公園駅北口より
  - 国際十王バス RU01熊谷駅南口行き・RU02立正大学行き「文殊様」停留所 下車すぐ